# Leucophanes unguiculatum
Leucophanes unguiculatum là một loài rêu trong họ Calymperaceae. Loài này được Mitt. mô tả khoa học đầu tiên năm 1863.